# Kelvin Seabrooks
Kelvin Seabrooks est un boxeur américain né le 10 mars 1963 à Charlotte, Caroline du Nord.

## Carrière
Passé professionnel en 1981, il devient champion des États-Unis des poids coqs le 1er mars 1987 puis remporte le titre vacant de champion du monde IBF de la catégorie le 15 mai suivant après sa victoire par KO au 5e round contre Miguel Maturana. Seabrooks conserve son titre face à Thierry Jacob, Ernie Cataluna et Fernando Beltran puis est battu par Orlando Canizales le 9 juillet 1988. Battu également lors du combat revanche en 1989, il met un terme à sa carrière en 1995 sur un bilan de 27 victoires et 22 défaites.

## Référence
1. ↑  (en) Kelvin Seabrooks vs. Thierry Jacob (boxrec.com)